# Letterarassari
De letterarassari (Pteroglossus inscriptus) is een vogel uit de familie Ramphastidae (toekans).

## Verspreiding en leefgebied
Deze soort komt voor in het westelijk en zuidelijk Amazonebekken en telt twee ondersoorten:
- P. i. inscriptus: centraal en zuidelijk Brazilië.
- P. i. humboldti: van zuidoostelijk Colombia en westelijk Brazilië tot noordelijk Bolivia.

## Status
De grootte van de populatie is niet gekwantificeerd maar de soort wordt omschreven als vrij algemeen. Op de Rode lijst van de IUCN heeft deze soort de status niet bedreigd.